# Dispositivo digital

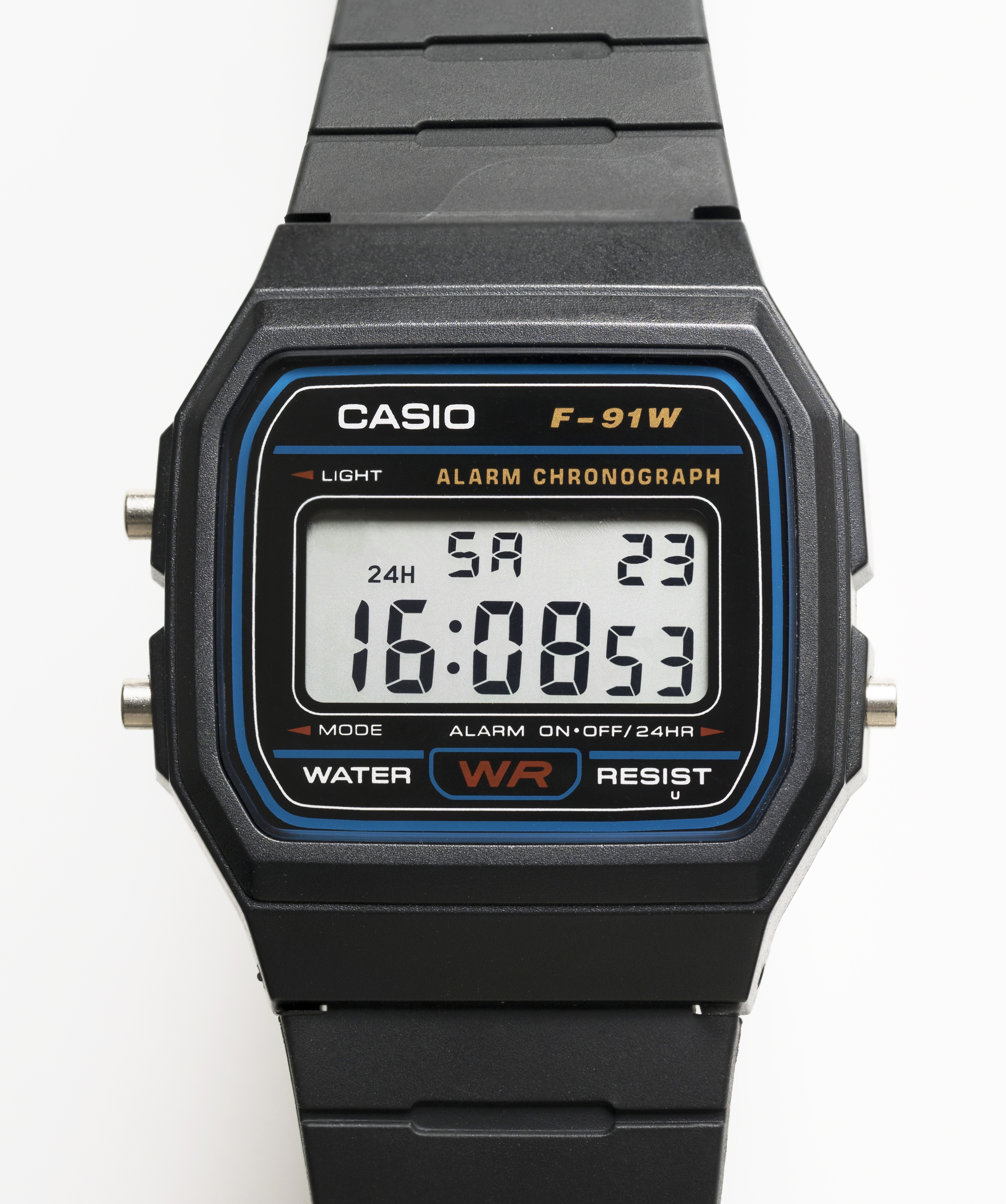
Imagen de un reloj digital.

La tecnología digital (el dispositivo digital) es un factor que hizo su primera aparición recientemente en la historia de la humanidad. A la hora de entender este concepto, es necesario analizar las propias palabras que lo conforman: 'tecnología', que es la "ciencia que trata las artes industriales, de tal manera que viene a ser como una teoría de la industria práctica"; y 'digital', que se refiere a "dicho de los sistemas de transmisión o de tratamiento de la información en que las variables son representadas por caracteres (a menudo dígitos o cifras) de un repertorio finito". Por tanto podemos llegar a la conclusión que la tecnología digital hace referencia al conjunto de procedimientos, estudios, y estrategias, que son necesarios para poder realizar avances y aplicaciones donde se usan únicamente o principalmente dígitos (o alguna clase de números).
Esta disciplina ha sido durante estas últimas décadas la protagonista más importante dentro de todos los descubrimientos tecnológicos modernos que se han podido realizar. Su función principal es mejorar la vida del ser humano en el planeta, a partir de diferentes herramientas y recursos científicos que permiten elaborar variados productos tecnológicos. De este modo, esto conlleva que nuestro mundo totalmente mecánico y analógico pase a reinarse por todo aquello que es digital, lo que nos permite expresar nuestra realidad a partir de números (en lo básico, con los dígitos 0 y 1), considerado esto como una forma mucho más sencilla de hacer las cosas, y con muchas más alternativas y posibilidades de control.

## Historia de la tecnología
Las fases de evolución de este ámbito que nos permite entender la historia de la tecnología son:
- Tecnología primitiva
- Tecnología artesanal o manufacturera
- Tecnología mecanizada o industrial
- Tecnología automática
- Tecnología ética o de mantenimiento[4]

## Tecnología analógica y tecnología digital
La tecnología digital y la tecnología analógica tienen grandes diferencias, y ellas han impactado en muchos ámbitos del mundo moderno. Para saber más sobre este impacto es necesario encontrar las grandes diferencias que comportan estos dos sistemas tan diferentes uno del otro.

### Tecnología analógica
Una radio antigua del modelo Toshiba Vaccum tube Radio.

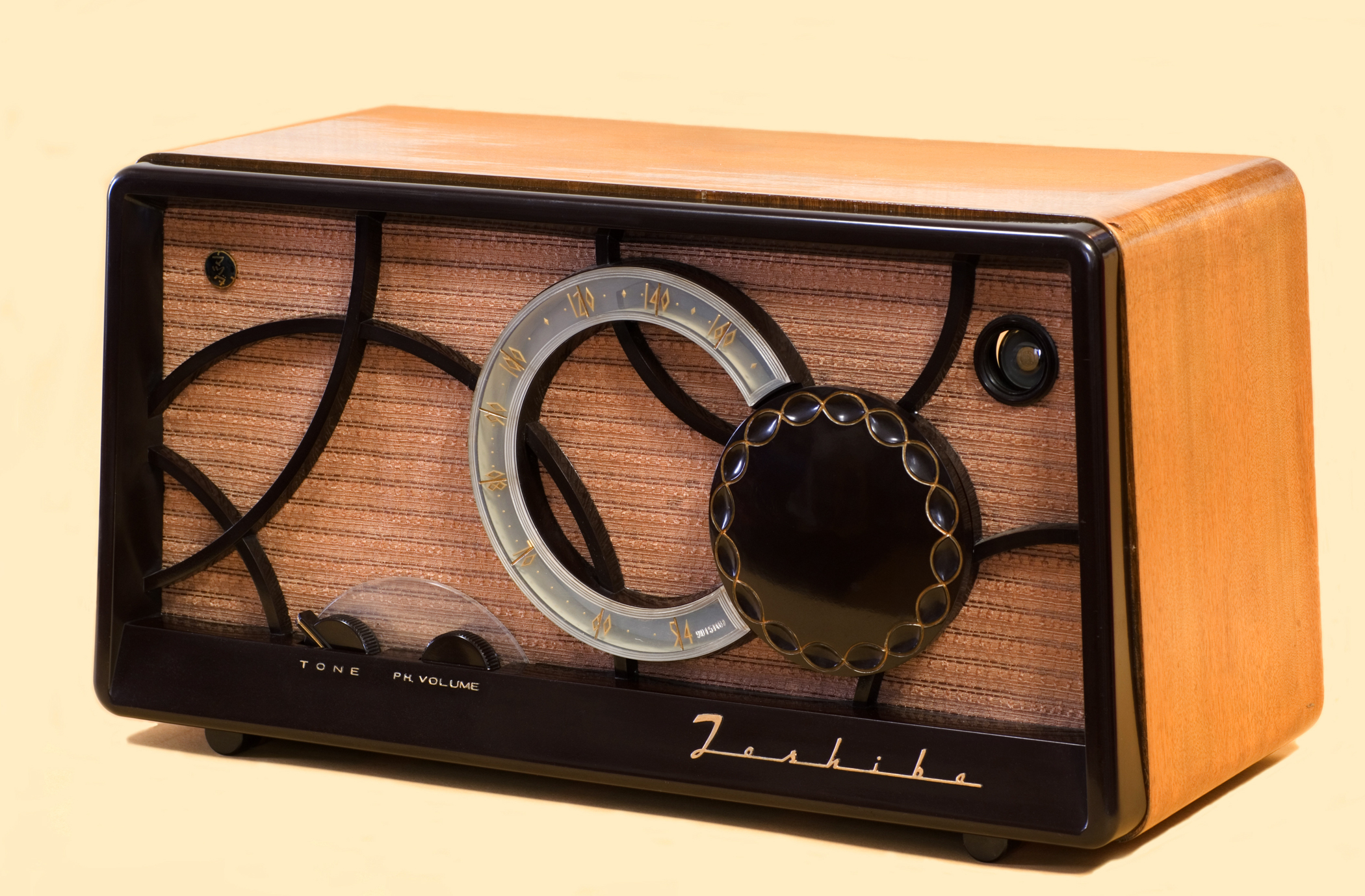
Una radio antigua Toshiba Vaccum tube Radio.

Este tipo de tecnología se caracteriza para realizar el almacenamiento y la transmisión de información a partir de variaciones de frecuencias o amplitud de señales eléctricas. La señal que envía el aparato es continua y pasa de un valor a la vez que los recorre a todos. Además, generalmente, los datos analógicos son difíciles de predecir, manipular, y almacenar. Por tanto, un sistema será analógico cuando las magnitudes de la señal se representen a partir de variables continuas. También es necesario señalar que los dispositivos analógicos manejan cantidades físicas representadas en forma analógica.
Ejemplos de aparatos analógicos:
- Radio
- Voltímetro
- Reloj mecánico

### Tecnología digital

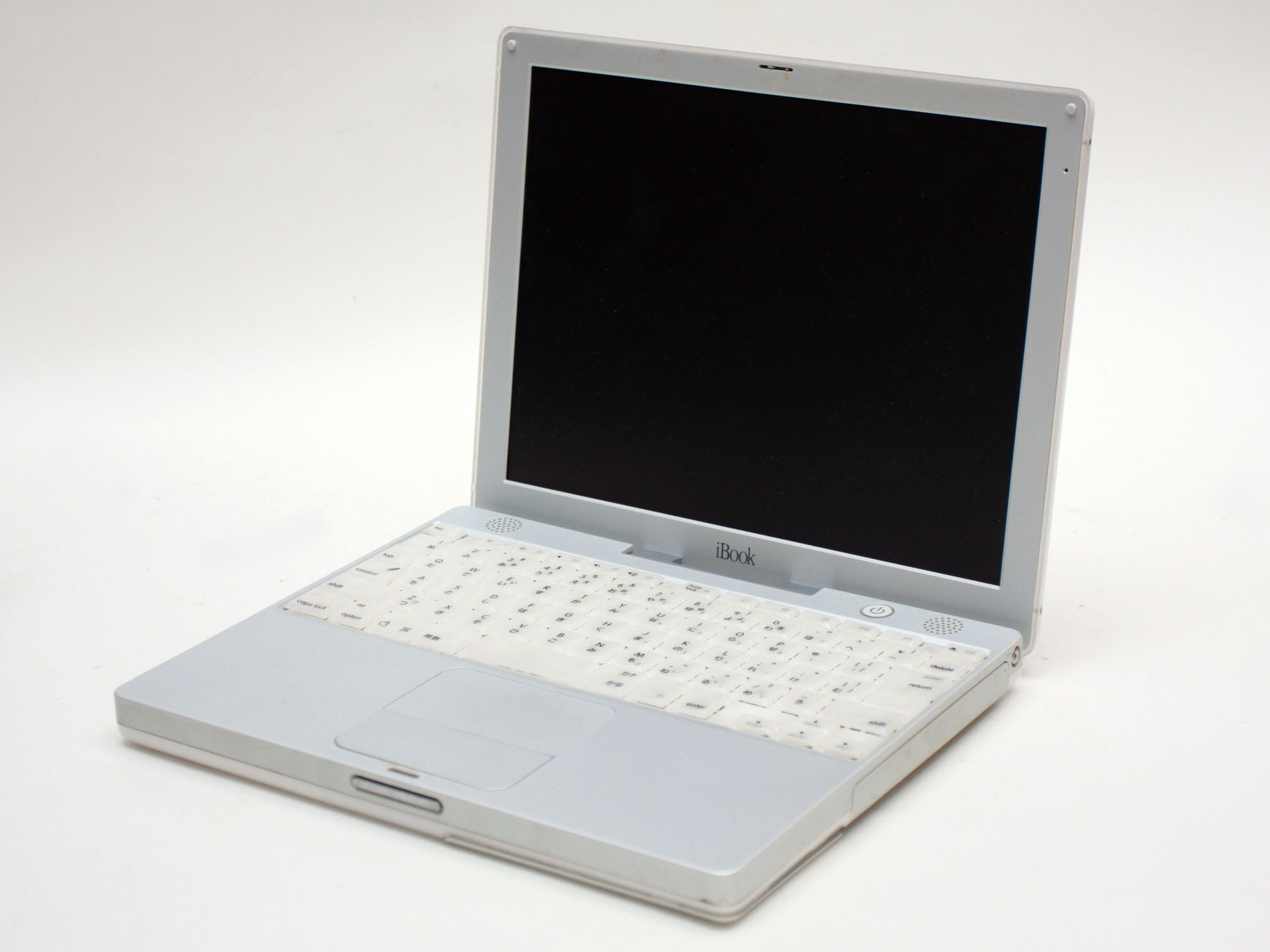
Ejemplo de un ordenador portátil de Apple.
La tecnología digital, a diferencia de la analógica, está asociada a un conjunto de procedimientos y estudios expresados siempre en números (en dígitos). Este tipo de tecnología permite realizar saltos entre los puntos intermedios, es decir, se trata de una señal discontinua y que en lo básico puede pensarse que solamente utiliza dos valores: 0 y 1. El uso de esta tecnología permite generar impulsos eléctricos de alta tensión o de tensión baja. Además, permite manipular los datos y la información digital de forma exacta, precisa, sin distorsiones, y con un mínimo margen de error.
Ejemplos de aparatos digitales:
- Ordenador portátil
- Teléfono inteligente
- Cámara digital

## Impacto en el mundo moderno
El impacto en el mundo moderno de la tecnología digital se puede presenciar en muchos factores del día a día. Este gran descubrimiento ha causado que todo lo que forma el mundo en el cual vivimos sea más rápido y productivo. Gran parte de los aparatos que se utilizaban antes, como por ejemplo los casetes musicales, ya son una reliquia del pasado debido a la aparición de los televisores y los reproductores de música, ambos de tipo digital, aparatos que nos permiten almacenar millones de canciones y de música de cualquier tipo, y luego incluso escuchar los mismos en nuestro teléfono móvil. Otro gran ejemplo serían los juegos analógicos los cuales fueron desplazados por los videojuegos actuales, que han acostumbrado a la sociedad a situarse en el interior de los mismos para divertirse a través de las consolas. Por último, corresponde mencionar que, tras la aparición de las redes sociales, y a partir de un inicio de sesión, actualmente es posible conectar con gente en todo el mundo a través de cualquier dispositivo digital.

También corresponde mencionar una cita que resume muy bien una conclusión del impacto que ha tenido la tecnología digital:
«Los avances tecnológicos se han convertido en una parte esencial de nuestras vidas y las han alterado por completo en muchos ámbitos de nuestra rutina. Es suficiente con analizar la organización de la sociedad actual y observar cómo la tecnología está presente en cada rincón, facilitando y agilizando el proceso de producción, comunicación, e integración social, entre otros.»